# Juan Sebastián Molano
Juan Sebastián Molano Benavides (* 11. dubna 1994) je kolumbijský profesionální silniční cyklista jezdící za UCI WorldTeam UAE Team Emirates XRG.

## Kariéra
Molano se zúčastnil Gira d'Italia 2019, ale byl svým týmem stažen ze závodu po 3. etapě kvůli "zdánlivě neobvyklým fyziologickým výsledkům". Jeho tým, UAE Team Emirates, neuvedl, odkud získal tyto výsledky, a odmítl celou situaci dále komentovat, dokud neproběhnou další test. Molano tak neodstartoval 4. etapu. Na konci července 2019 se Molano vrátil do závodění na etapovém klání Adriatica Ionica Race poté, co další testy zjistily, že je Molano "vysoce citlivý vůči změnám nadmořské výšky".
V červnu 2022 byl Molano diskvalifikován z Critéria du Dauphiné 2022 poté, co udeřil Huga Page do hlavy.

## Hlavní výsledky

### Silniční cyklistika
2016
Vuelta a la Comunidad de Madrid
vítěz 1. etapy
Vuelta a Colombia
vítěz 4. etapy
2017
Volta ao Alentejo
vítěz etap 3 a 5
Panamerické mistrovství
 3. místo silniční závod
3. místo Grand Prix de Denain
2018
Panamerické mistrovství
 vítěz silničního závodu
Kolem Číny I
 celkový vítěz
 vítěz bodovací soutěže
vítěz 2. etapy
Kolem Sing-tchaj
vítěz etap 2 a 3
Kolem Číny II
vítěz 2. etapy
Kolem jezera Tchaj-chu
10. místo celkově
 vítěz bodovací soutěže
vítěz etap 1 a 2
2019
Tour Colombia
vítěz 3. etapy
2020
Tour Colombia
 vítěz bodovací soutěže
vítěz etap 2, 3 a 5
2021
Vuelta a Burgos
 vítěz bodovací soutěže
vítěz etap 2 a 4
Giro di Sicilia
 vítěz bodovací soutěže
vítěz etap 1 a 2
7. místo Coppa Bernocchi
2022
Vuelta a España
vítěz 21. etapy
Boucles de la Mayenne
vítěz 4. etapy
2. místo Trofeo Playa de Palma
5. místo Clásica de Almería
2023
vítěz Grand Prix de Denain
Vuelta a España
vítěz 11. etapy
UAE Tour
vítěz 4. etapy
Tour of Guangxi
vítěz 5. etapy
Vuelta a Burgos
vítěz 1. etapy
5. místo Trofeo Palma–Palma
7. místo Bredene Koksijde Classic
9. místo Classic Brugge–De Panne
10. místo Clásica de Almería

#### Výsledky na Grand Tours
| Grand Tour      | 2017 | 2018 | 2019 | 2020 | 2021 | 2022 | 2023 | 2024 |
| --------------- | ---- | ---- | ---- | ---- | ---- | ---- | ---- | ---- |
| Giro d'Italia   | —    | —    | DNF  | DNF  | 126  | —    | —    | 125  |
| Tour de France  | —    | —    | —    | —    | —    | —    | —    |      |
| Vuelta a España | 152  | —    | 143  | —    | DNF  | 126  | 147  |      |

| —   | Nezúčastnil se |
| DNF | Nedokončil     |

### Dráhová cyklistika
2014
Panamerické mistrovství
 vítěz omnia
 vítěz týmové stíhačky